# NXT Gold Rush
NXT Gold Rush foi um evento de luta profissional produzido pela WWE. Foi realizado principalmente para lutadores da divisão de marca NXT. Gold Rush foi ao ar como um episódio especial do NXT. O especial de televisão aconteceu durante duas semanas, nos dias 20 e 27 de junho de 2023, no WWE Performance Center em Orlando, Flórida, e foi ao ar na USA Network.

## Produção

### Introdução
No episódio de 13 de junho de 2023 do NXT, foi anunciado por Shawn Michaels que o NXT Gold Rush aconteceria em 20 e 27 de junho de 2023, no WWE Performance Center em Orlando, Flórida e no ar na USA Network.

### Rivalidades
O card incluía partidas que resultaram de histórias com roteiro, onde os lutadores retratavam heróis, vilões ou personagens menos distinguíveis em eventos com roteiro que criavam tensão e culminavam em uma luta livre ou uma série de lutas. Os resultados foram predeterminados pelos escritores da WWE na marca NXT, enquanto as histórias foram produzidas no programa de televisão semanal da WWE, NXT, e no programa de streaming online suplementar, Level Up.
No episódio de 6 de junho do NXT, Bron Breakker desafiou Seth "Freakin" Rollins pelo Campeonato Mundial dos Pesos Pesados. Na semana seguinte, durante a promo de Breakker, Rollins apareceu no TitanTron para aceitar o desafio de Breakker por seu título na Semana 1 do Gold Rush.
No episódio de 30 de maio do NXT, depois que Carmelo Hayes reteve seu Campeonato do NXT, Baron Corbin retornou ao NXT, atacando Hayes. Na semana seguinte, Ilja Dragunov interrompeu a promo de Corbin e o desafiou para uma luta, que foi oficializada no episódio da próxima semana. Durante o episódio daquela semana, o executivo da WWE Shawn Michaels anunciou no Twitter que o vencedor desta luta enfrentaria Hayes por seu Campeonato do NXT na semana 2 do Gold Rush. A partida foi vencida por Corbin.
No episódio de 6 de junho do NXT, Thea Hail venceu uma batalha real para se tornar a desafiante número um pelo Campeonato Feminino do NXT de Tiffany Stratton. Na semana seguinte, esta partida foi agendada para a Semana 2 do Gold Rush.
No Battleground, Wes Lee derrotou Tyler Bate e Joe Gacy em uma luta de trios para reter o Campeonato Norte Americano do NXT. No episódio de 30 de maio do NXT, durante uma luta de duplas entre Lee e Bate contra The Dyad (Rip Fowler e Jagger Reid), Mustafa Ali retornou ao NXT. Duas semanas depois, em um segmento de bastidores, onde Lee, Bate e Ali comemoraram sua vitória contra The Schism, Ali propôs uma luta entre Lee e Bate pelo Campeonato Norte Americano do NXT, onde Ali serviria como árbitro convidado especial. Lee e Bate concordaram com a ideia de Ali, e esta partida foi agendada para a semana 1 do Gold Rush.
No episódio de 6 de junho do NXT, Dana Brooke e Cora Jade participaram da mencionada batalha real, e foram as duas últimas pessoas eliminadas nesta partida. Na semana seguinte, Jade interrompeu a entrevista de Brooke e a culpou por custar-lhe a batalha real. Depois que Brooke respondeu que não deveria culpá-la, Jade deu um tapa no rosto de Brooke. No mesmo episódio, Brooke difundiu Jade durante sua partida, fazendo com que ela perdesse. Uma luta entre Brooke e Jade foi agendada para a semana 1 de Gold Rush.
No episódio de 13 de junho do NXT, Malik Blade derrotou seu parceiro de duplas Edris Enofé, no qual Hank Walker e Tank Ledger e Brooks Jensen e Josh Briggs assistiram a esta partida ao lado do ringue. Após esta partida, Blade e Enofé se abraçaram com o acompanhamento dessas duas equipes. Depois disso, o comentarista do NXT Booker T anunciou que as três duplas se enfrentariam em uma luta tripla de duplas na semana 1 do Gold Rush, e os vencedores desta partida enfrentarão Gallus (Mark Coffey e Wolfgang) pelo Campeonato de Duplas do NXT na semana 2 deste evento.

## Resultados
Semana 1
| Nº                                          | Resultados | Estipulações | Tempo |
| ------------------------------------------- | --- | --- | ----- |
| 1                                           | Wes Lee (c) derrotou Tyler Bate                                                                                   | Luta individual pelo Campeonato Norte Americano do NXT Mustafa Ali atuou como árbitro convidado especial.                               | 12:59 |
| 2                                           | Edris Enofé e Malik Blade derrotaram Brooks Jensen e Josh Briggs (com Fallon Henley) e Hank Walker e Tank Ledger  | Tipos de combate de luta profissional#Luta triple threat de duplas para determinar os desafiantes Nº 1 pelo Campeonato de Duplas do NXT | 9:12  |
| 3                                           | Cora Jade derrotou Dana Brooke                                                                                    | Luta individual | 10:46 |
| 4                                           | The Meta-Four (Jakara Jackson e Lash Legend) (com Noam Dar e Oro Mensah) derrotaram Valentina Feroz e Yulisa León | Luta de duplas | 3:22  |
| 5                                           | Seth "Freakin" Rollins (c) derrotou Bron Breakker                                                                 | Luta individual pelo Campeonato Mundial dos Pesos Pesados                                                                               | 17:06 |
| (c) – Refere-se aos campeões antes da luta. | | |       |

Semana 2
| Nº                                          | Resultados                                                                    | Estipulações                                       | Tempo |
| ------------------------------------------- | ----------------------------------------------------------------------------- | -------------------------------------------------- | ----- |
| 1                                           | Tiffany Stratton (c) derrotou Thea Hail (com Duke Hudson)                     | Luta individual pelo Campeonato Feminino do NXT    | 9:08  |
| 2                                           | Gallus (Mark Coffey e Wolfgang) (c) derrotou Edris Enofé e Malik Blade        | Luta de duplas pelo Campeonato de Duplas do NXT    | 13:18 |
| 3                                           | Nathan Frazer (c) (com Yulisa León) derrotou Dragon Lee (com Valentina Feroz) | Luta British Rounds Rules pela Copa Hentage do NXT | 13:02 |
| 4                                           | Gigi Dolin derrotou Kiana James                                               | Luta individual                                    | 9:04  |
| 5                                           | Carmelo Hayes (c) (com Trick Williams) derrotou Baron Corbin                  | Luta individual pelo Campeonato do NXT             | 16:32 |
| (c) – Refere-se aos campeões antes da luta. |                                                                               |                                                    |       |